# Ryint Soe
Ryint Soe (né le 15 mars 1955 en Birmanie) est un joueur de football international birman, qui évoluait au poste de milieu de terrain.

## Biographie

### Carrière en sélection
Il participe avec la sélection birmane aux Jeux olympiques d'été de 1972. Lors du tournoi olympique, il ne joue aucun match.